# Olifantenkerkhof
Een olifantenkerkhof is een plaats waar, volgens de legendes, oude olifanten instinctief naartoe gaan als hun einde nadert. Ze sterven daar dan alleen, ver van hun groep.

## Herkomst
Er zijn verschillende theorieën over de herkomst van olifantenkerkhoven. Één theorie komt voort uit mensen die groepen van skeletten van olifanten gevonden hebben, of mensen die oude olifanten en skeletten van olifanten hebben geobserveerd
De mythe is populair geworden door Trader Horn en Tarzan the Ape Man. Meer recent refereerde Walt Disney's The Lion King ernaar.